# (25191) Rachelouise
(25191) Rachelouise est un astéroïde de la ceinture principale d'astéroïdes.

## Description
(25191) Rachelouise est un astéroïde de la ceinture principale d'astéroïdes. Il fut découvert le 26 septembre 1998 à Socorro (Nouveau-Mexique) par le projet LINEAR. Il présente une orbite caractérisée par un demi-grand axe de 2,73 UA, une excentricité de 0,09 et une inclinaison de 6,7° par rapport à l'écliptique.

## Compléments